# Salsomaggiore Terme
Salsomaggiore Terme é uma comuna italiana da região da Emília-Romanha, província de Parma, com cerca de 17.875 habitantes. Estende-se por uma área de 81 km², tendo uma densidade populacional de 221 hab/km². Faz fronteira com Alseno (PC), Fidenza, Medesano, Pellegrino Parmense, Vernasca (PC).

## Demografia
| Variação demográfica do município entre 1861 e 2011                               |
|                                                                                   |
| Fonte: Istituto Nazionale di Statistica (ISTAT) - Elaboração gráfica da Wikipedia |

## As termas
O território comunal è rico de aguas salso-bromoiódicas conhecida jà aos Romanos e aos Celtas. Desde 1839, devido ao doutor Lorenzo Berzieri, foi aberta uma estância termal conhecida até hoje em nível internacional.

## Conexões externas
- Mapa interativo do território de Salsomaggiore Terme